# Luiz Carlos Brugnera

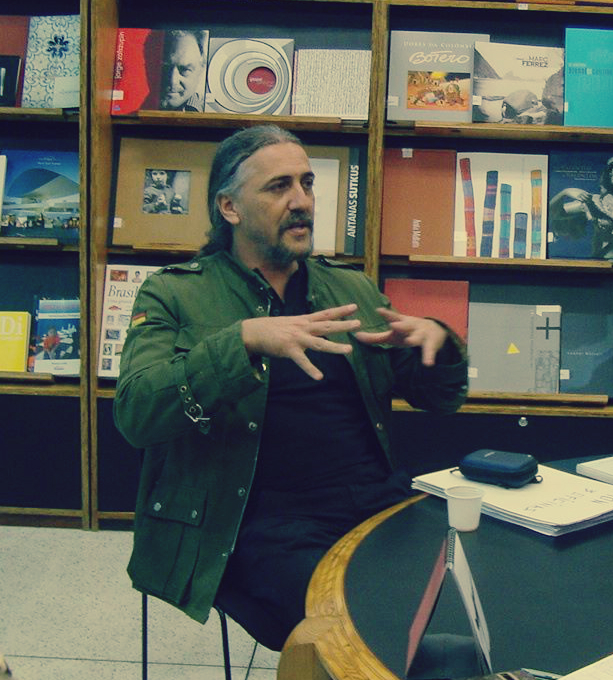
Luiz Carlos Brugnera
Nascimento: 21 de outubro de 1966 Espumoso (RS), Brasil
Área: Artista Plástico, Curador Independente, e Vice-presidente do IPAR (Instituto Paranaense de Artes)

Luiz Carlos Brugnera (Espumoso, 21 de outubro de 1966) é um artista plástico brasileiro. É também curador independente e vice-presidente do Instituto Paranaense de Arte (IPAR), entidade proponente da Bienal Internacional de Curitiba, agente cultural e parecerista. . 

## Biografia
Filho de Eoclides Brugnera, professor, e Helena Ross Brugnera, costureira, Luiz Carlos, nasceu e residiu no interior do Rio Grande do Sul. Em 1984, ingressou no ramo publicitário, como serígrafo, dedicando-se quinze anos na profissão.
Começa a apresentar-se como artista plástico em 1994, com 27 anos, na cidade de  Cascavel. Sua primeira exposição acontece no 8º Salão Cascavelense de Artes Plástica, dando inicio a uma série de premiações em salões de arte contemporânea, e se tornando o artista plástico brasileiro mais premiado, deste período, na modalidade.

## Carreira
Sua primeira manifestação artística se deu com o Circuito Oficial dos Salões de Arte, que movimentavam o Paraná através da realização destes eventos nas suas principais cidades.
Ao longo de suas atividades artísticas, Brugnera fora premiado em aproximados 40 salões oficiais do mesmo circuito, obtendo premiação em todos eles: 4º Salão de Arte da cidade de Itajaí; Arte em Selo da Bienal de São Paulo; V & VI Salão MAM Museu de Arte Moderna da Bahia; 26º Salão Nacional de Belo Horizonte com prêmio aquisição e prêmio exposição individual em 2000. Também foi premiado no 55º, 57º, 58º e 60º Salão Paranaense; entre outros. 
Expôs nos mais representativos museus do Brasil e em diversos países, tais como: Argentina, Paraguai, Espanha, França e Portugal. Juntamente com seu currículo de premiações o artista possui uma grande quantidade de obras em acervos institucionais, tanto nos museus brasileiros quanto no exterior: Musée d'art moderne de la ville de Paris, Galerie de Debret, Art Core Galerie D'Art Contemporain em Paris; Foundation and Center for Contemporary Arts e Foundation and Center for Contemporary Arts; Gallery 32, Foundation and Center for Contemporary Arts em Londres e Banco do Brasil em Londres; Brasilianische Botschaft em Berlim e Camera di Commercio em Milão. No ano de 2007 foi condecorado com a medalha de comendador pela Société Académique Des Arts, Sciences Et Lettres - Paris. 
Na primeira década de atividades teve seu foco voltado aos salões de artes plásticas. Posteriormente focou em exposições individuais e coletivas. Hoje, atua em vários segmentos artístico, tais como: organizações em festivais de teatro, dança, música, cinema e exposições artísticas; júri em salões oficias de artes plásticas e em festivais de músicas; e em projetos pessoais relacionados diretamente com artes plásticas. 

## Obras
Iniciada em 1994, a obra de Luiz Carlos Brugnera foi dividida pelo próprio artista em quatro conjuntos que constituem frentes de trabalho ou de experimentação específicas, surgidas em tempos diversos mas muitas vezes desenvolvidas simultaneamente:

### Desenhos
Reúne os trabalhos em grafite sobre papel, superfícies rígidas (madeira e metal) e experiências delas decorrentes, Exemplificando:
- Vida - 1994
- Barriga - 1995[8]
- Tempo do Galo - 1995
- Auto-retrato - 2002
- Ilustração para a Bíblia - 2003
- Ouro de Tolo - 2004

### Instalações (Casa Conceitual)
Trabalhos tridimensionais derivados de fragmentos que transcendem a memória física de uma casa, Exemplicando: 
- Assoalho e Rodapé - 1998
- Portas de Correr - 1998
- Azulejo - 1999
- Blackout - 2000
- Colunas - 2000
- Assoalho Empoeirado -2001
- Escada Infinita - 2001 [9]
- Colunas - 2000

### Esculturas (Varais)
Obras (micro e macro) que remetem a fusos de tecelagem, tendo como ícone sua mãe, costureira.

### Objetos
Obras a partir de uma expiração mitológica, materializando o imaginário nórdico.
- Ragnarok (moto)- Grafite sobre metal e verniz automotivo - 2005
- Embla (moto) - Grafite sobre metal e verniz automotivo - 2007

## Currículo

### Premiações
| Ano  | Local                                                                                        | Cidade                     |
| ---- | -------------------------------------------------------------------------------------------- | -------------------------- |
| 1994 | 8ª Mostra Cascavelense de Artes Plásticas - Museu de Arte de Cascavel (MAC)                  | Cascavel (PR)              |
| 1994 | 35º Salão de Artes para Novos                                                                | Assis Chateaubriand (PR)   |
| 1995 | 9ª Mostra Cascavelense de Artes Plásticas - Museu de Arte de Cascavel (MAC)                  | Cascavel (PR)              |
| 1995 | 7º Salão de Desenho de Campo Largo                                                           | Campo Largo (PR)           |
| 1995 | IV Salão de Artes de Itajaí                                                                  | Itajaí (SC)                |
| 1995 | 7ª Mostra de Artes Plásticas de Goioerê                                                      | Goioerê (PR)               |
| 1996 | 8º Salão Joenville de Artes Plásticas - Museu de Arte de Joenville(MAJ)                      | Joenville (SC)             |
| 1996 | 1º Salão de Arte Contemporânea de Campo Mourão                                               | Campo Mourão (PR)          |
| 1996 | 11º Salão Paranaense da Paisagem                                                             | Maringá (PR)               |
| 1996 | 10ª Amostra Cascavelense de Artes Plásticas - Museu de Arte de Cascavel (MAC)                | Cascavel (PR)              |
| 1997 | 1º Salão de Artes Plásticas de Paranaguá                                                     | Paranaguá (PR)             |
| 1997 | 8ª Mostra de Artes Plásticas de Goioerê                                                      | Goioerê (PR)               |
| 1997 | 10º Salão Iguaçu                                                                             | Foz do Iguaçu (PR)         |
| 1998 | 55º Salão Paranaense - Salão de Arte Contemporânea do Paraná (MAC)                           | Curitiba (PR)              |
| 1998 | 3º Salão de Arte de Londrina                                                                 | Londrina (PR)              |
| 1998 | 2º Arte em Selo - Bienal de São Paulo                                                        | São Paulo (SP)             |
| 1998 | 5º Salão da Bahia - Museu de Arte Moderna da Bahia (MAM)                                     | Salvador (BA)              |
| 1998 | 9ª Mostra de Artes Plásticas de Goioerê                                                      | Goioerê (PR)               |
| 1998 | 1º Salão de Arte Contemporânea de Guarapuava                                                 | Guarapuava (PR)            |
| 1999 | 6º Salão da Bahia - Museu de Arte Moderna da Bahia (MAM)                                     | Salvador (BA)              |
| 2000 | 57º Salão Paranaense - Museu de Arte Contemporânea de Paraná(MAC)                            | Curitiba (PR)              |
| 2000 | 26º Salão Nacional de Artes Plásticas de Belo Horizonte                                      | Belo Horizonte (MG)        |
| 2001 | 58º Salão Paranaense - Museu de Arte Contemporânea de Paraná(MAC)                            | Curitiba (PR)              |
| 2001 | 14ª Mostra Cascavelense de Artes Plásticas                                                   | Cascavel (PR)              |
| 2002 | 10º Salão do Mar de Antonina                                                                 | Antonina (PR)              |
| 2003 | 60º Salão Paranaense - Museu de Arte Contemporânea de Paraná(MAC)                            | Curitiba (PR)              |
| 2003 | V Salão Nacional de Arte Religiosa - Museu de Arte da Pontifícia Universidade Católica (PUC) | Curitiba (PR)              |
| 2003 | II Salão de Artes de Toledo                                                                  | Toledo (PR)                |
| 2004 | V Salão Graciosa de Artes Plásticas                                                          | Curitiba (PR)              |
| 2005 | 16ª Mostra Cascavelense - Artes Plásticas - Sala Especial                                    | Cascavel (PR)              |
| 2006 | Prêmio IPAR - Artes Visuais                                                                  | Curitiba (PR)              |
| 2007 | Société Académique Des Arts, Sciences Et Lettres                                             | Paris (FRA)                |
| 2009 | Encontro Internacional Motociclistas - MOTO BRUXO                                            | São Lourenço do Oeste (SC) |
| 2012 | 9° Salão SESC Amapá                                                                          | Macapá (AP)                |
| 2012 | Salão Curitibano                                                                             | Curitiba (PR)              |
| 2015 | 31° Salão de artes de Jacarezinho                                                            | Jacarezinho (PR)           |

### Obras em acervos institucionais
| Local                                                   | Cidade                   |
| ------------------------------------------------------- | ------------------------ |
| Museu D'Art Moderno De La Ville De Paris                | Paris (França)           |
| Museo De Arte Moderno De Buenos Aires                   | Buenos Aires (Argentina) |
| Museu Nacional De Belas Artes                           | Rio de Janeiro (RJ)      |
| Museu De Arte Moderna Da Bahia (MAM)                    | Salvador (BA)            |
| Museu de Arte da Pampulha (MAP)                         | Belo Horizonte (MG)      |
| Museu de Arte de Brasília (MAB)                         | Brasília (DF)            |
| Museu do Senado Federal                                 | Brasília (DF)            |
| Museu de Arte de Santa Catarina (MASC)                  | Florianópolis (SC)       |
| Museu de Arte de Cascavel (MAC)                         | Cascavel (PR)            |
| Museu de Arte Contemporânea do Paraná (MAC)             | Curitiba (PR)            |
| Museu de Arte de Londrina                               | Londrina (PR)            |
| Museu de Arte de Joinville                              | Joinville (SC)           |
| Museu de Arte Da Pontifícia Universidade Católica (PUC) | Curitiba (PR)            |
| Museu Oscar Niemeyer (MON)                              | Curitiba (PR)            |
| Casa de Cultura Goiorê                                  | Goiorê (PR)              |
| Eletrobrás                                              | Rio de Janeiro (RJ)      |
| Fundação Nacional de Arte - Funarte                     | Rio de Janeiro (RJ)      |
| Ministério da Cultura                                   | Brasília (DF)            |
| Câmara De Comércio                                      | Milão (Itália)           |
| Banco do Brasil                                         | Londres (Inglaterra)     |
| Gallery 32                                              | Londres (Inglaterra)     |
| BrasíliaNische Botschaft In Berlin                      | Berlim (Alemanha)        |
| Galeria Debret                                          | Paris (França)           |
| Art Core Galerie D'Art Contemporain                     | Paris (França)           |
| Foundation and Center for Contemporary Arts             | Praga (República Tcheca) |
| Národní Galerie - National Gallery                      | Praga (República Tcheca) |
| Camden Arts Centre                                      | Londres (Inglaterra)     |
| Museo Nacional De Bellas Artes                          | Buenos Aires (Argentina) |